# Friedrich Muthmann
Friedrich Muthmann (* 15. April 1901 in Elberfeld; † 17. März 1981 in Bern) war ein deutscher Klassischer Archäologe, Kunsthistoriker und Diplomat.

## Leben
Friedrich Muthmann, Sohn des Fabrikanten Friedrich Muthmann (1869–1926, C. Blumhardt Fahrzeugwerke), besuchte das Realgymnasium Elberfeld bis zum Abitur im Januar 1919. Anschließend begann er das Studium der Medizin in Göttingen, das er jedoch schon nach einem Semester zu Gunsten eines Studiums an der Philosophischen Fakultät abbrach. Ab 1920 studierte er an der Universität Heidelberg Klassische Archäologie, Alte Geschichte und Kunstgeschichte, unterbrochen von zwei Semestern in Berlin. Er wurde im Juli 1927 in Heidelberg bei Ludwig Curtius mit der Arbeit Hadrianische und antoninische Statuenstützen. Beiträge zur Geschichte der römischen Kopistentätigkeit promoviert. 1951 erschien die Arbeit in einer erweiterten Form als Statuenstützen und dekoratives Beiwerk an griechischen und römischen Bildwerken. Ein Beitrag zur Geschichte der römischen Kopistentätigkeit und stellt bis heute ein Standardwerk zu Statuenstützen dar. Nach dem Studium arbeitete er zunächst bis 1932 als Museumsassistent an der Antikenabteilung des Badischen Landesmuseum in Karlsruhe.
Muthmann war als nationalsozialistischer „Alter Kämpfer“ ein Freund des hamburgischen NSDAP-Gauleiters. Daher wurde er im August 1933 der passende Nachfolger für den gerade abgesetzten Leiter des Hamburger Kunstvereins, Hildebrand Gurlitt. Trotzdem war es zu der Zeit noch möglich, Ausstellungen moderner Kunst zu machen. Dabei wechselten Ausstellungen herkömmlicher zeitgenössischer Kunst mit Ausstellungen avantgardistischer Künstler ab. Das endete Ende Juli 1936 mit der  Ausstellung des Deutschen Künstlerbunds, die durch den Leiter der Reichskulturkammer Adolf Ziegler persönlich abgebrochen wurde. Muthmann verließ Hamburg und wurde von Februar 1937 bis 1947 Direktor des Kaiser-Wilhelm-Museums in Krefeld, unterbrochen vom Kriegsdienst 1943 bis 1946. Ende 1941 scheiterte seine Berufung zum stellvertretenden Leiter der Hamburger Kulturverwaltung an seiner Forderung, zum Generaldirektor aller Hamburger Museen ernannt zu werden, und an seinen Gehaltsvorstellungen. Unter Muthmanns Direktion gelangten Werke des Krefelder Museums in die Ausstellung Entartete Kunst in München und wurden anschließend verkauft. Auch erwarb er für das Museum Kunstwerke im besetzten Paris, die nach dem Krieg zurückgegeben wurden.
Von 1947 bis 1953 war Muthmann Mitarbeiter des Musée d’art et d’histoire in Genf, wo er sich vor allem mit der Kunst der spanischen Kolonialzeit in Südamerika beschäftigte. 1950 wurde er an der Universität Genf für Kunstgeschichte habilitiert und lehrte als Privatdozent.
Ab 1954 war er im deutschen diplomatischen Dienst tätig, von 1954 bis 1961 als Kulturattaché in Bern, von 1961 bis 1964 in Athen.
Nach dem Ausscheiden aus dem diplomatischen Dienst lebte Muthmann ab 1966 in Bern, wo er seine archäologischen Forschungen wieder aufnahm, die in den Publikationen „Mutter und Quelle“ (1975) sowie „Der Granatapfel“ (1982) mündeten und sich an ein breiteres Publikum richteten. 1976 erhielt er den Ehrendoktor der Universität Bern.
Muthmann hinterließ seine Fotosammlung von mehr als 10.000 Negativen mit Motiven vor allem aus Griechenland sowie Italien und der Türkei dem Archäologischen Seminar der Universität Bern. Unter dem Titel Antike Quellen und Brunnen Griechenlands – Photographien von Friedrich Muthmann wurde 2001 eine Ausstellung von Muthmanns Bildern im Archäologischen Institut der Universität Freiburg gezeigt, von Ende 2003 und das ganze Jahr 2004 am Institut für Archäologie des Mittelmeerraumes der Universität Bern die Ausstellung Auf den Spuren des Odysseus. Photographien von Friedrich Muthmann.

## Schriften
- Hadrianische und antoninische Statuenstützen. Beiträge zur Geschichte der römischen Kopistentätigkeit. Heidelberg 1927.
- Statuenstützen und dekoratives Beiwerk an griechischen und römischen Bildwerken. Ein Beitrag zur Geschichte der römischen Kopistentätigkeit. Winter, Heidelberg 1951 (Abhandlungen der Heidelberger Akademie der Wissenschaften, Philosophisch-Historische Klasse, Jahrgang 1950, Abhandlung 3).
- L’argenterie hispano-sud-américaine à l’époque coloniale. Essai sur la collection du Musée d’éthnographie de la ville de Genève suivi d’un catalogue complet et raisonné. Genf 1950.
- Alexander von Humboldt und sein Naturbild im Spiegel der Goethezeit. Artemis, Zürich-Stuttgart 1955 (Erasmus-Bibliothek).
- Die silberne Taufschale zu Siegen. Ein Werk aus der spanischen Kolonialzeit Perus. Winter, Heidelberg 1956 (Abhandlungen der Heidelberger Akademie der Wissenschaften, Philosophisch-Historische Klasse, Jahrgang 1956, Abhandlung 1).
- Mutter und Quelle. Studien zur Quellenverehrung im Altertum und im Mittelalter. Archäologischer Verlag/von Zabern, Basel/Mainz 1975.
- Eine peruanische Wirkerei der spanischen Kolonialzeit. Abegg-Stiftung, Bern 1977 (Monographien der Abegg-Stiftung Bern, Band 13).
- Der Granatapfel. Symbol des Lebens in der Alten Welt. Abegg-Stiftung/Verlag Office du Livre, Bern/Fribourg 1982.